# Czad na Letnich Igrzyskach Olimpijskich 2008
Czad na Letnich Igrzyskach Olimpijskich 2008 reprezentowało dwoje zawodników – oboje wystartowali w lekkoatletyce.
Był to dziesiąty start reprezentacji Czadu na letnich igrzyskach olimpijskich.

## Wyniki reprezentantów Czadu

### Lekkoatletyka
Mężczyźni
| Moumi Sebergue | 100 m | 11,41 | 7 | Odpadł z dalszej rywalizacji | Odpadł z dalszej rywalizacji | Odpadł z dalszej rywalizacji | Odpadł z dalszej rywalizacji | Odpadł z dalszej rywalizacji | Odpadł z dalszej rywalizacji | Odpadł z dalszej rywalizacji | Odpadł z dalszej rywalizacji |

Kobiety
| Hinikissia Albertine Ndikert | 100 m | 12,55 | 7 | Odpadła z dalszej rywalizacji | Odpadła z dalszej rywalizacji | Odpadła z dalszej rywalizacji | Odpadła z dalszej rywalizacji | Odpadła z dalszej rywalizacji | Odpadła z dalszej rywalizacji | Odpadła z dalszej rywalizacji | Odpadła z dalszej rywalizacji |